# Chinotto (Getränk)
Chinotto (Aussprache: [kiˈnɔtːo]) ist ein Erfrischungsgetränk aus dem Saft der Chinottofrucht und anderen aromatischen Pflanzenextrakten. Das dunkle Getränk ist optisch der Cola sehr ähnlich, schmeckt aber weniger süß und deutlich bitterer.
Die Herkunft des Chinottos ist unklar. Als gesichert gilt, dass Chinotto in Italien entwickelt wurde. Darauf deutet unter anderem der Name hin. Eine glaubhafte Hypothese ist, dass die Firma Neri aus Capranica (Provinz Viterbo) den Chinotto 1949 entwickelt hat, um sich mit einer „italienischen Cola“ an die Erfolge US-amerikanischer Colasorten anzuheften. Darauf deutet auch der von Neri benutzte Markennamen „Chin8“ hin, der gezielt Bezüge zur Popkultur suchte (ital. 8 = otto). Die Behauptung, das Getränk sei bereits 1932 von der Firma Sanpellegrino erfunden, wird von diesem Hersteller selbst nicht untermauert. Sanpellegrino selbst gibt an, 1958 mit der Produktion von Chinotto begonnen zu haben.
Heute produzieren verschiedene Marken Chinotto: Sanpellegrino exportiert ihn über die Vertriebskanäle des Mutterkonzerns Nestlé unter dem in den 1980er-Jahren eingeführten Markennamen Chinò in die ganze Welt. Auch Coca-Cola hat in Italien einen eigenen Chinotto als Fanta Chinotto lanciert, eine weniger bittere Version. Chinotto wird als Zutat für Cocktails verwendet. Seit 1952 wird auf Malta das oft als maltesisches Nationalgetränk angesehene Kinnie produziert, welches aus denselben Hauptbestandteilen wie Chinotto produziert wird.

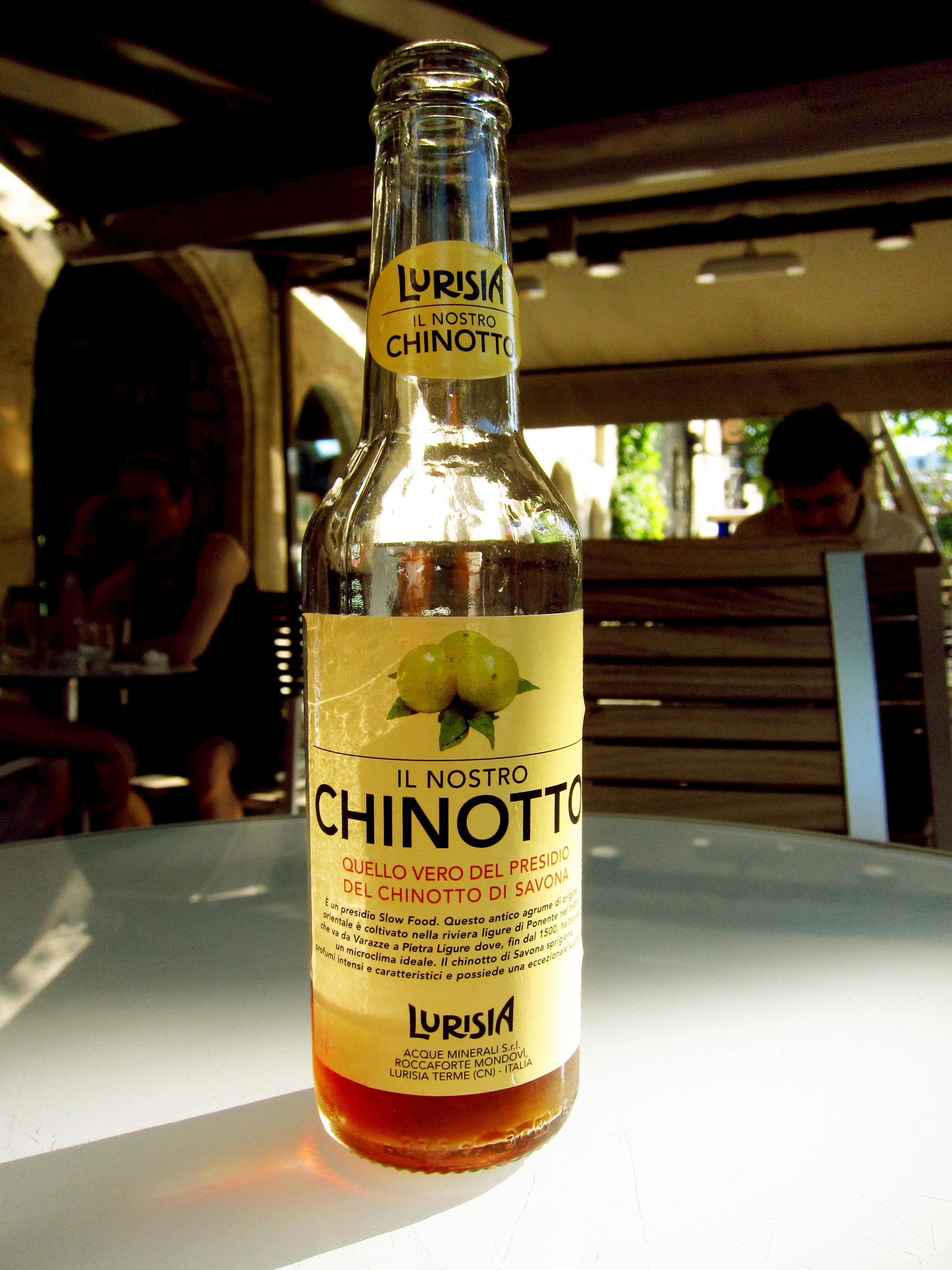
Chinotto von Lurisia
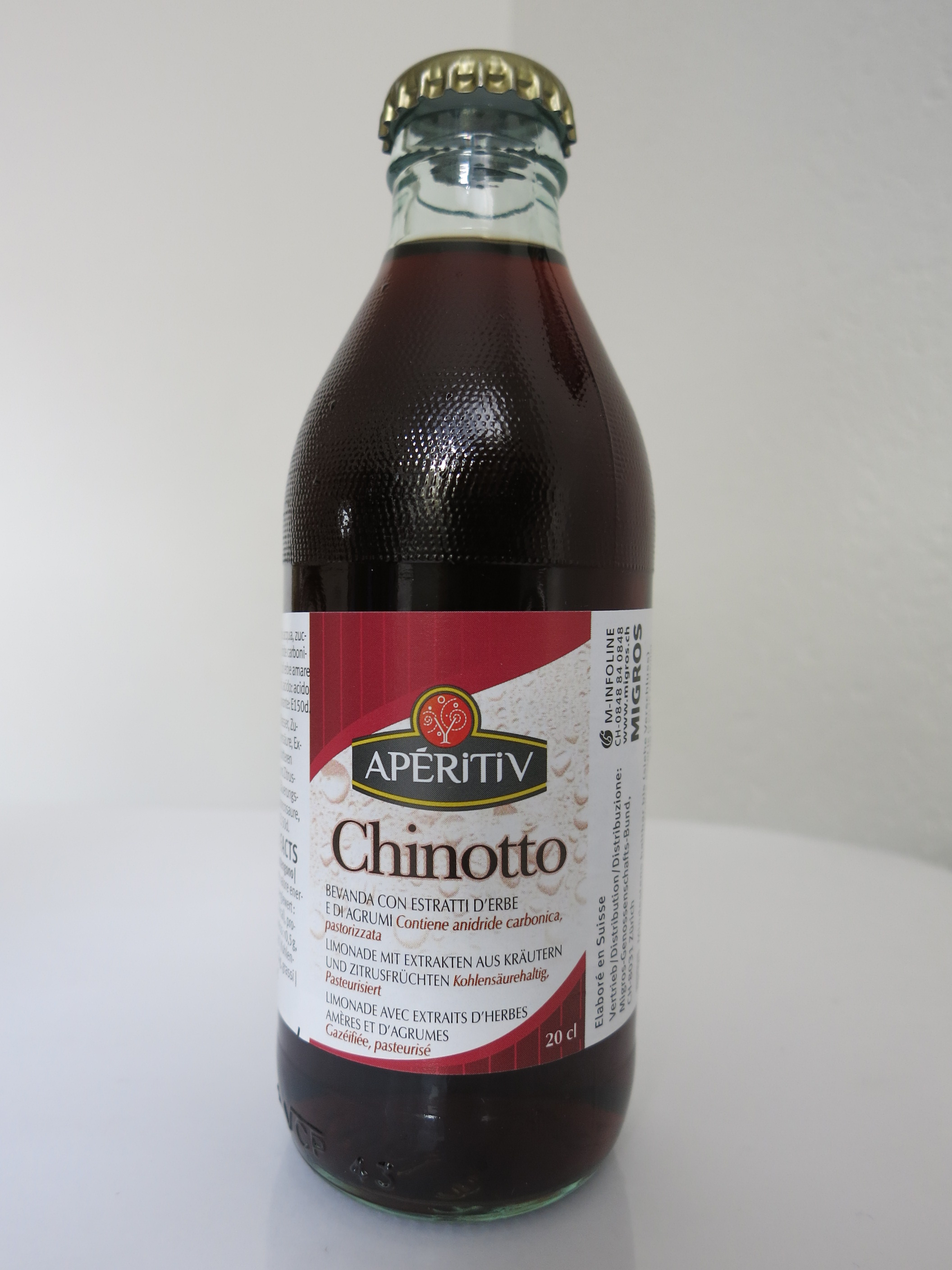
Flasche Chinotto von Migros Schweiz
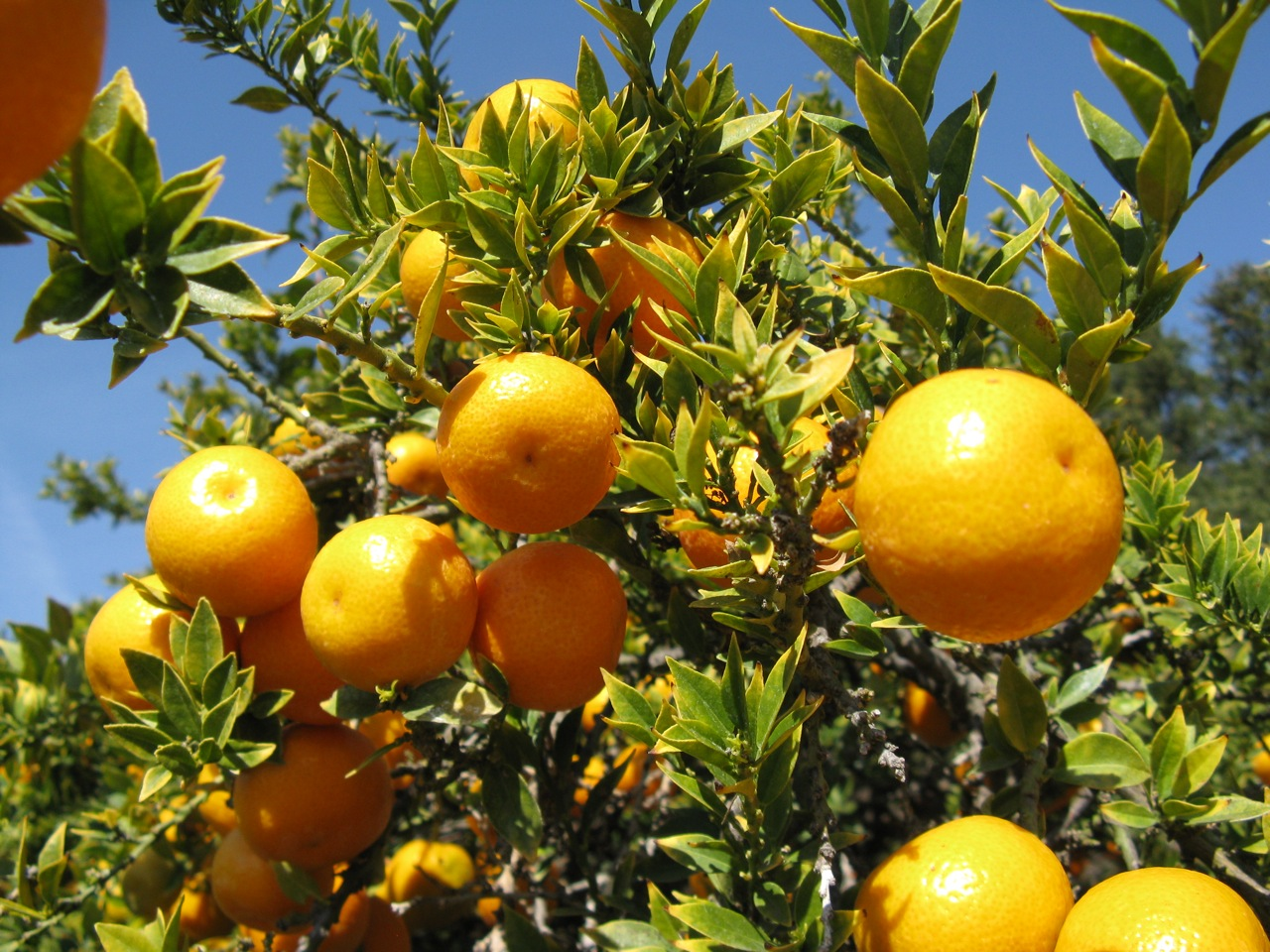
Chinotto-Früchte